# Hippolyte Sebert
Hippolyte Sebert ( * Verberie , 30 de enero de 1839 - 23 de enero de 1930) fue un científico y general francés .

## Biografía
Luego de sus estudios en Douai, ingresa a la École polytechnique en 1858. Se enrola en 1860 como oficial de artillería de marina, siendo enviado a Toulon. Allí concibe aparatos de medición de deformaciones para la construcción de cañones.
Luego es transferido a Nueva Caledonia de 1866 a 1870 a la cabeza de la Dirección de Artillería de Marina, donde se interesa en las propiedades mecánicas de los árboles. Realiza el inventario de nuevas especies botánicas, con sus nombres regionales.
Durante la guerra franco-prusiana de 1870, participa en la defensa de París en la II Armada. Asciende a Ayudante de campo del general Frébault, participando con él en la batalla de Champigny, y es nombrado comandante de la Legión de Honor en 1888.
Realiza numerosos estudios concernientes a la balística y a la mecánica de los cañones y dirige el Laboratorio Central de la artillería de marina, estudiando con su amigo Pierre-Henri Hugoniot los diferentes gases que acompañan la deflagración de un cañón.
Es promovido al grado de general de brigada en 1890. 
Luego de su retiro militar será ingeniero consejero y posteriormente administrador delegado de la Sociedad de Forges et Chantiers del Mediterráneo". Es electo miembro de la Academia de las Ciencias francesa Sección de Mecánica en 1897, sucediendo a Aimé-Henry Résal.
Preside en 1900 la Association française pour l'avancement des sciences y participa en la creación de SupOptique: "Escuela Superior de Óptica". Fue presidente de la Société française de photographie de 1901 à 1929, sucediendo a Louis-Alphonse Davanne, presidente honorario de 1926 a 1928, sucediendo a Louis Lumière, presidente de la Société française de cinématographie y promotor de la bibliografía decimal.
Hippolyte Sebert fue igualmente un gran defensor del esperanto llegando a presidir un tiempo la Federación francesa.
En 1904 Sebert fue uno de los actores de la rehabilitación del heroico capitán Alfred Dreyfus : preside la comisión de cuatro generales encargados de estudiar el famoso bordereau (Caso Dreyfus), concluyendo que tal documento no podía venir de un oficial de artillería.

## Obras

### Sobre el Esperanto o en Esperanto
- 1990: Leteroj de Sébert al Ludoviko [Zamenhof] (ed. Ito Kanzi)
- 1920: Le mouvement espérantiste avant la guerre et depuis 1914
- 1910: La langue internationale auxiliaire Esperanto
- 1910: Modela klasifiko de Esperantaj bibliotekoj laŭ la sistemo de la decimala klasifiko uzata por la universala bibliografia repertorio (recenzo en La Revuo 6a vol. 1911-1912, p. [146])
- 1909: L’Esperanto et les langues nationales

### Ciencia y técnica
- Sebert, H; P Hugoniot. 1882. Étude des effets de la poudre dans un canon de 10 centimètres. Extraits du Mémorial de l'artillerie de la marine ;, 2e sér., IV. Ed. J. Dumaine de París. 168 pp.

- RICHARD FRERES. 1886. Notice sur les instruments enregistreurs construits par Richard frères, comprenant le rapport de M. le Colonel Sébert, à la société d'encouragement pour l'industrie nationale et l'exposé des perfectionnements et applications nouvelles / Colonel Hippolyte Sébert, París. Un catálogo sobre los instrumentos científicos y de medición fabricados por la embresa francesa Richard Frères.[1]

- La abreviatura «Sebert» se emplea para indicar a Hippolyte Sebert como autoridad en la descripción y clasificación científica de los vegetales.[2]